# Ústav teoretické fyziky a astrofyziky Přírodovědecké fakulty Masarykovy univerzity
Ústav teoretické fyziky a astrofyziky je pracoviště Přírodovědecké fakulty Masarykovy univerzity. Člení se na Oddělení teoretické fyziky, Oddělení astrofyziky a Oddělení fyzikálního vzdělávání. Ředitelem ústavu je Rikard von Unge.

## Oddělení astrofyziky
Oddělení astrofyziky zabezpečuje bakalářský studijní program Aplikovaná fyzika – astrofyzika, úplný kurs základů astronomie, astrofyziky a kosmologie pro všechny studenty fyzikálních oborů a specializované přednášky podle odborného zaměření pracovníku oddělení:
- Horké hvězdy
- Proměnné hvězdy
- Praktické metody astrofyziky
- Fyzika hvězdných atmosfér
- Fyzika chladných hvězd

Výzkum v Oddělení astrofyziky je zaměřen na studium fyziky horkých hvězd a hvězdných systémů s horkými složkami. Oddělení astrofyziky zabezpečuje pozorování na observatoři Masarykovy univerzity na Kraví hoře v Brně, která je vybavena 0,6m reflektorem opatřeným CCD kamerou.